# Кор (Марна)
Кор (фр. Caure) насеље је и општина у североисточној Француској у региону Шампањ-Арден, у департману Марна која припада префектури Еперне.
По подацима из 2011. године у општини је живело 92 становника, а густина насељености је износила 10,76 становника/km². Општина се простире на површини од 8,55 km². Налази се на средњој надморској висини од 229 метара.

## Демографија
| 1962. | 1968. | 1975. | 1982. | 1990. | 1999. | 2011. |
| ----- | ----- | ----- | ----- | ----- | ----- | ----- |
| 44    | 77    | 70    | 67    | 67    | 66    | 92    |

График промене броја становника у току последњих година